# Кизилжар (Теректинський район)
Кизилжа́р (каз. Қызылжар) — село у складі Теректинського району Західноказахстанської області Казахстану. Входить до складу Шагатайського сільського округу.
Населення — 267 осіб (2021; 439 у 2009, 488 у 1999, 418 у 1989).